# Monsonia trilobata
Monsonia trilobata är en näveväxtart som beskrevs av Lars Erik Kers. Monsonia trilobata ingår i släktet hottentottnävor, och familjen näveväxter. Inga underarter finns listade i Catalogue of Life.